# Хусейн I (Йордания)
Хусейн бин Талал (на арабски: حسين بن طلال) е крал на Йордания от 1953 до 1999. Царуването му бележи нова епоха в развитието на страната, като жизненият стандарт на нейните жители се покачва значително. Той е член на Хашемитската династия. Смятан е от вярващите мюсюлмани за пряк наследник на пророка Мохамед (Ал ал-Байт).
По време на управлението си следва умерена прозападна политика, което води и до нарастване на външната задлъжнялост на Йордания. В Шестдневната война от 1967 г. Йордания загубва старата част на Йерусалим и Западния бряг на река Йордан. През 1970-1971 г. крал Хусейн с помощта на бедуините разбива палестинските организации в Йордания, които със своето поведение заплашват кралската власт в страната.
През 1974 г. крал Хусейн признава Организацията за освобождение на Палестина (ООП) и се отказва от всички йордански претенции към земите на запад от р. Йордан в полза на бъдещата арабско-палестинска държава в лицето на ООП.
По време на кувейтската криза (1990-1991) Хусейн се опитва не много успешно да посредничи между Саддам Хусейн и съюзниците. През 1994 г. сключва мирен договор с Израел.